# Stein am Rhein
Stein am Rhein é uma comuna da Suíça, no Cantão Schaffhausen, com cerca de 3.110 habitantes. Estende-se por uma área de 5,75 km², de densidade populacional de 541 hab/km². Confina com as seguintes comunas: Eschenz (TG), Hemishofen, Öhningen (DE-BW), Wagenhausen (TG).
A língua oficial nesta comuna é o Alemão.